# ملیکای ریجیدا
ملیکای ریجیدا (نام علمی: Melica rigida) نام یک گونه از سرده ملیکا است.